# Togo nos Jogos Olímpicos de Verão de 1992
Togo competiu nos Jogos Olímpicos de Verão de 1992 Barcelona, Espanha.

## Resultados por evento

### Atletismo
100m masculino
- Boevi Youlou Lawson
  - Heat — 10.69 (→ não avançou)